# 鎌倉良成
鎌倉 良成（かまくら よしなり、1969年9月9日 - ）は、日本の数理工学・システム工学者。大阪工業大学情報科学部情報知能学科教授。工学博士（大阪大学）。電子情報通信学会シリコン材料・デバイス研究会(SDM)2018座長。
専門は、数理工学・コンピュータシミュレーション/AI、IoT/半導体システム工学、量子コンピュータなど。

## 経歴
大阪大学工学部電子工学科卒業。1994年同大学大学院工学研究科電子工学専攻修士課程修了。日本電気(NEC)で研究員として半導体・LSIなどのシステム研究に従事。2004年工学博士（大阪大学）。大阪大学大学院工学研究科電気電子情報工学専攻助手、准教授などを経て、2019年大阪工業大学情報科学部情報知能学科に着任し、2025年現在、同学科教授。
主な所属学会は、電子情報通信学会、IEEE、応用物理学会など。主な受賞は、電子情報通信学会業績賞、応用物理学会第4回薄膜・表面物理分科会論文賞など。主な著書は、量子輸送 応用編：ナノデバイスの物理（共著、丸善出版2008、学術書）、次世代ULSIプロセス技術（共著、リアライズ社2000、学術書）、半導体デバイス工学（共著、オーム社2012、学術書）。

## 主な研究
- 環境発電IoTセンシングシステムの実装性能評価および等価回路モデルを用いた数理解析[7]
- AIを活用したシミュレーションの効率化
- 量子コンピュータのシミュレーションへの応用
- ミューオン起因ソフトエラー（英語版）評価基盤技術: 実測とシミュレーションに基づく将来予測 - 京都大学・大阪大学・日本原子力研究開発機構等との共同研究[8]
- デバイスシミュレーションによる Si ナノシートトランジスタの解析 〜 東京大学物性研究所主催・計算科学振興財団(FOCUS)協賛「ポスト”京”(スーパーコンピュータ)重点課題第5回シンポジウム2019 - 次世代の産業を支える新機能デバイス・高性能材料の創成(CDMSI)」 でポスターセッション[9]。